# Georg Heise (Konstrukteur)
Johann Leonhard Adolf Georg Heise (* 9. April 1874 in Landshut; † 30. März 1945 in Kassel) war ein deutscher Ingenieur und Lokomotivkonstrukteur bei der Firma Henschel und Sohn in Kassel. Unter seiner Leitung und nach seinen Entwürfen entstanden Lokomotiven für die Eisenbahnverwaltungen des In- und Auslandes.

## Leben

### Herkunft
Johann Leonhard Adolf Georg Heise wurde am 9. April 1874 in der Stadt Landshut geboren. Seine Eltern waren der Kassenfabrikant, Schlossermeister und Mechaniker Adolph Heinrich Georg Heise (* 9. März 1838 in Freiheit/Harz; † 27. März 1891 in Landshut) und Marie Sophie Wiedemann (* 2. Juli 1844 in Wasserburg a. Inn; † 26. Oktober 1910 in Regensburg). Die Fabrik in Landshut stellte sehr erfolgreich patentierte unaufsperrbare und feuersichere Geldschränke her, die in unterschiedliche Möbelformen integriert waren.

### Ausbildung
Von 1880 bis 1884 besuchte Heise die Werktagsschule und von 1884 bis 1891 die Realschule in Landshut. Nach dem Tode seines Vaters im März 1891 absolvierte er vom 1. August 1891 bis zum 15. März 1892 bei dessen Nachfolger eine Ausbildung als Volontär in der „Cassenfabrik Georg Heise, Königlich-Bayerischer Hoflieferant, Landshut“. Anschließend war er Gehilfe bei dem Schlossermeister Anton Gehrer in Landshut und vom 3. Februar 1894 bis zum 30. September 1894 Mitarbeiter im technischen Büro der Landshuter Eisengießerei und Mühlenbauanstalt Jos. Häuser. Heise diente als Gefreiter in der 1. Compagnie des königlich-bayerischen Infanterie-Regiments vom 1. Oktober 1894 bis zum 1. Oktober 1895; als Praktikant sammelte er vom 15. Oktober 1895 bis zum 15. Juli 1896 Erfahrungen in den Lokomotivwerkstätten „Costruzione Meccaniche – Saronno“, damals eine Zweigniederlassung der Maschinenfabrik Eßlingen in der Nähe von Mailand. Es folgte das Studium an der „Königlichen Technischen Hochschule Stuttgart“ (Hochschule für Technik Stuttgart) im Fach Maschineningenieurwesen von Herbst 1896 bis Ostern 1899.

## Tätigkeit bei der Firma Henschel
Am 15. September 1899 trat Heise als Konstrukteur bei der Firma Henschel in das Büro des Ober-Ingenieurs Michael Kuhn ein. Dieser erfahrene Fachmann war ein besonders guter Lehrmeister für ihn. Als Kuhn im August 1903 im Alter von nur 51 Jahren überraschend starb, hatte sich Heise als sicherer, selbständiger Arbeiter bereits so bewährt, dass er ihm – erst 29 Jahre alt – nachfolgte. Er wurde zum Ober-Ingenieur ernannt und übernahm am 25. August 1904 endgültig die Leitung des „Technischen Lokomotivbureaus I“. Am 2. Februar 1921 wurde ihm Prokura erteilt. Zum 31. Dezember 1939 schied er als Vorstand des „Lokomotivbureaus I“ aus und übernahm eine beratende Tätigkeit, die er bis zu seinem Tod am 30. März 1945 ausübte.

## Lokomotiven
Als Heise seine Tätigkeit bei Henschel begann, wurden die ersten Überhitzer-Lokomotiven unter enger Beteiligung der Erfinder entwickelt. Dem Flammrohrüberhitzer der 2’B HSL „Cassel 131“ folgten die beiden 2’B HTL der preußischen Königlichen Eisenbahndirektion (KED) Berlin mit Rauchkammerüberhitzer. Sie wurden bald von den Langkessel-Rauchrohrüberhitzern abgelöst. Im Jahr 1904 stellte der preußische Minister der öffentliche Arbeiten der Firma Henschel die Aufgabe, für den Schnellverkehr Berlin–Hamburg zwei 2’B’2-Dreizylinder-Verbundmaschinen nach Gustav Wittfelds Ideen zu konstruieren, die Preußischen S 9 Altona 561 und Altona 562. Eine der beiden errang auf der Weltausstellung in St. Louis eine Silbermedaille. Diese Lokomotive samt Tender war zur Verminderung des Luftwiderstandes vollständig ummantelt, zudem war das Führerhaus vorn vor der Rauchkammer angeordnet. So erreichte sie eine Höchstgeschwindigkeit von 154 km/h mit 230 Tonnen am Tenderzughaken. Die bei Henschel noch maßgeblich von Kuhn gestalteten Lokomotiven erwiesen sich allerdings als Fehlschlag, insbesondere der von Wittfeld propagierte Dreizylinder-Verbundantrieb hielt nicht das, was man sich von ihm versprochen hatte.
Bei der Hundertjahrfeier der Firma Henschel verließ am 15. August 1910 nach einem Festakt die von Heise konstruierte E-Heißdampf-Güterzug-Lokomotive Preußische G 10 (später Baureihe 57) der preußischen Staatseisenbahnen als Fabriknummer 1000 das Werk. Diese Bauart hat sich als sehr erfolgreich erwiesen. Von ihr wurden etwa 3400 Stück gebaut, auch für verschiedene ausländische Eisenbahnverwaltungen.
Die in den Jahren 1911 und 1914 geschaffenen Vierzylinderverbund-Schnellzug-Lokomotiven der Gattung S 10.1 der preußischen Staatseisenbahnen (später Reichsbahn-Baureihe 17) bewährten sich ebenfalls sehr. Sie wiesen gute Laufeigenschaften auf und waren sparsam im Dampf- und Brennstoffverbrauch. Während des Ersten Weltkrieges entstand die 1’E-Drilling-Güterzug-Lokomotive der Gattung G 12 (später Baureihe 58), die Fortschritte in der Erhöhung der Zugkraft brachte. Eine Pionierarbeit war die erste Hochdruck-Lokomotive der Welt. Sie entstand nach den bahnbrechenden Studien Wilhelm Schmidts und ist als Zweidruck-Lokomotive ausgebildet mit einem Hochdruckkessel (60 atü) und einem Niederdruckkessel (14 atü). Am 27. Januar 1928 wurde sie der Deutschen Reichsbahn übergeben. Eine zweite nach gleichen Grundsätzen als 2’D’1-Vierzylinder-Schnellzug-Lokomotive gebaute Maschine wurde an die Paris-Lyon-Mittelmeerbahn ausgeliefert. Im Jahre 1933 wurde die 1’E-Mitteldruck-Lokomotive der Baureihe 44 der Deutschen Reichsbahn mit einem Überdruck von 25 Atmosphären als Vierzylinder-Verbundmaschine entwickelt.
Ebenfalls für die Deutsche Reichsbahn wurde 1935 die 1’E’1-Drilling-Schnellgüterzug-Lokomotive der Baureihe 45 konstruiert. Sie hat eine Anfahrzugkraft von 28450 kg und war damit die stärkste aller bis zu diesem Zeitpunkt gelieferten Henschel-Lokomotiven. Am Ende seiner Amtszeit widmete sich Heise den Stromlinien-Lokomotiven für Kurzdampf-Schnellzüge. Für den Schnellverkehr Hamburg–Lübeck–Travemünde der Lübeck-Büchener Eisenbahn schuf er die 1’B’1-Tender-Lokomotiven LBE Nr. 1 bis 3, die alsbald den Spitznamen „Micky-Mäuse“ trugen. Für den Kurzschnellzug der Deutschen Reichsbahn, den Henschel-Wegmann-Zug, entwickelte er je eine 2’C’2-Zwilling- und eine 2’C’3-Drilling-Tenderlokomotive der Baureihe 61. Dieser Salonzug verkehrte mit einer Höchstgeschwindigkeit von 160 km/h zweimal täglich auf der Strecke Berlin-Dresden. Auch für ausländische Bahnverwaltungen entstanden zahlreiche Lokomotiven, die unter Heises Leitung und nach seinen Entwürfen konstruiert wurden. Darunter befanden sich die 2’C-Vierzylinder-Schnellzugmaschine und die 2’D’2-Güterzug-Tender-Lokomotive der NS-Baureihe 6300 der Niederländischen Staatsbahn und auch die 2’D-Personenzug-Lokomotive der Madrid-Saragossa-Alicante-Bahn, von der etwa 130 Stück geliefert wurden. Die türkische Staatsbahn erhielt 2’D- und 1’D1’-Personenzug-Lokomotiven sowie 1’E-Güterzug-Lokomotiven. Für die 1’D’1- und 1’E-Lokomotiven führte Heise eine weitgehende Vereinheitlichung der Bauteile durch.
Heise veröffentlichte auch Beiträge in der Fachpresse und beeinflusste das Henschel-Lokomotiv-Taschenbuch maßgeblich. Persönliche Dokumente aus dem Nachlass von Georg Heise, soweit sie nicht im Zweiten Weltkrieg in Kassel verbrannt sind, befinden sich im Deutschen Technikmuseum Berlin.